# سلاح غیرکشنده
سلاح غیر کشنده (Non-lethal weapon) همچنین با نام‌های دیگری مانند سلاح کمتر کشنده less-lethal weapons سلاح غیر مرگبار non-deadly weapons سلاح‌های دردآور نیز نامیده می‌شوند. سلاح‌های غیر کشنده برخلاف جنگ‌افزارهای متعارف مانند چاقو و سلاح‌های گرم، کمتر برای کشتن هدف بکار می‌روند. سلاح‌های غیر کشنده در رزم و عملیات پلیسی در طیف وسیعی از ماموریت‌ها استفاده می‌شوند.